# PTV
PTV («Пи-ТВ») — четырнадцатая серия четвёртого сезона мультсериала «Гриффины». Премьерный показ состоялся 6 ноября 2005 года на канале FOX. Эпизод посвящён казусу Супербоула XXXVIII во время перерыва.

## Сюжет
Эпизод начинается длинной заставкой, в которой Стьюи проезжает через несколько фильмов и игр (см. ниже).
После инцидента на церемонии вручения наград «Эмми», на которой обнажились тестикулы Дэвида Хайд Пирса (см. ниже), Федеральное Агентство по связи решает заняться цензурой телевидения.
Разъярённый действиями «федералов», Питер решает организовать собственный телеканал, транслирующий вымышленные классические шоу (такие, как «Cheeky Bastard» («Наглый ублюдок»), «Midnight Q» («Куагмир в полночь»), «Dogs Humping» («Собачий секс») и «The Peter Griffin Side-Boob Hour» («Сиськи сбоку»), который он называет PTV.
Хотя новый телеканал и имеет огромный успех, Лоис не нравится страсть Питера к «извращенским передачам» (perverted TV), поэтому она сообщает о происходящем «федералам». Это побуждает Питера, Брайана и Стьюи создать музыкальный номер, показывающий, насколько «федералы» безумны в своей цензуре. Самим агентам нравится песня, но, тем не менее, «PTV» они закрывают. Питер пытается объяснить «федералам», что они не могут запретить людям быть теми, кто они есть, и жить так, как они живут; и агенты принимают вызов…
Представители агентства начинают цензурировать всё происходящее в Куахоге, всё, произносимое его жителями. Лоис одобряет их действия, считая, что это послужит Питеру уроком приличного поведения, но, в конце концов, понимает, что назойливость «федералов» чрезмерна, когда они не дают ей заняться сексом с мужем («Вы можете заняться сексом, только без стонов, поцелуев взасос и телодвижений» — «Oh, you can have sex, just no moaning, no tongue-kissing, no thrusting, no movement whatsoever»).
Лоис и Питер просят Конгресс отменить правила цензуры Федерального Агентства по связи. Поначалу никто на это не соглашается, но Питер обращает внимание собравшихся на то, что многие здания в Вашингтоне похожи на обнажённые части человеческого тела, а Мемориал Линкольну — на туалет. После этого претензии Гриффинов удовлетворены, и семья с наслаждением смотрит любимый сериал с «обнажёнкой» (bathroom jokes).

## Создание
Авторы сценария: Алек Салкин и Уэллесли Уайлд
Режиссёр: Дэн Повенмайер
Приглашённые знаменитости: Морис Ламарш, Фил Ламарр и Кит Фергюсон

## Интересные факты